# Ignaz Parhamer
Ignaz Parhamer (Schwanenstadt, Felső-Ausztria, 1715. június 15. – Bécs, 1786. április 1.) bölcseleti doktor, császári és királyi tanácsos, prépost.

## Élete
A humaniorákat és bölcseletet a linzi akadémiai gimnáziumban tanulta. 1734-ben Trencsénben a Jézus-Társaságba lépett és két évig Belgrádban a humaniórákat tanította, egy évig a retorikát és poézist adta elő Egerben és szintén egy évig Besztercebányán. 1741-től 1744-ig Nagyszombatban a teológiát hallgatta s ugyanott 1744-ben miséspappá szentelték fel. 1745-ben Görtzben az egyházjogot hallgatta s azután az ottani papnevelőben a hitoktatói állást foglalta el. 1746-ban Bécsbe ment, ahol 1747-ben bölcseleti doktor és a hittan tanára lett az ottani elemi iskolában és 1754-ben a bécsi kerület misszionáriusa; azután 1756-ig az ausztriai, magyar és karinthiai összes missiók főnöke volt. 1758-ban I. Ferenc császár gyóntatójának fogadta s 1759-ben átvette a bécsi árvaház felügyeletét, melyet több évig vezetett; ott nagyobb rendet eszközölt, alapítványait szaporította s több nevelőintézetet létesített. I. Ferenc halála után Erzsébet főhercegnő gyóntatója, 1775-ben császári és királyi tanácsos és 1777-ben dropói (egri egyházmegyében) prépost lett.

## Nevezetesebb munkái
- Das fromme Kind. Tyrnau, 1744. (2. kiadás. Uo. 1748.)
- Schulregeln für Ältern, Kinder und Lehrer. Wien, 1750.
- Historischer Catechismus. Tyrnau. 1750-52. Három rézmetszettel. (Második kiadás. 1754. Uo.),
- Die Regeln der Christenlehr-Bruderschaft und Auslegung derselben laut den päpstlichen Bullen S. Pii V. und Pauli V. Tyrnau, 1751.
- Catechismus für die drey Schulen mit den gewöhnlichen Gesängen. Wien, 1758. (lefordították horvát, magyar, cseh és szlovén nyelvre is).
- Volkommener Bericht von der Beschaffenheit des Waisenhauses ... am Rennwege zu Wien. Wien, 1774.